# Église Saint-Martin d'Oizay
Pour les articles homonymes, voir Église Saint-Martin.
L'église Saint-Martin d'Oizay est une ancienne église paroissiale dans la commune de Bridoré, dans le département français d'Indre-et-Loire.
Construite au XIIe siècle, ancienne église de la paroisse d'Oizay rattachée à Bridoré, elle est désaffectée en 1774 et inscrite comme monument historique en 1949.

## Localisation
L'église est située dans le hameau d'Oizay, à 1,6 km au nord-est du chef-lieu communal de Bridoré, distance exprimée à vol d'oiseau. L'édifice est sensiblement orienté ouest (nef)-est (chœur).

## Histoire
L'église est construite au XIIe siècle sous le vocable de Saint-Martin ; elle est alors l'église paroissiale d'Oizay. Au XVe siècle, cette paroisse est réunie à celle de Cerçay elle-même ensuite rattachée à Bridoré. Elle est désaffectée le 6 juin 1774 en raison de son état de délabrement.
Elle est inscrite comme monument historique en 1949 alors qu'elle est convertie en bâtiment agricole.

## Description
L'église se compose d'une nef, d'un chœur composé d'une travée unique sur laquelle repose le clocher et d'une abside.
La nef, primitivement éclairée de petites baies ultérieurement murées et couverte en charpente, s'ouvre à l'ouest par une porte surmontée d'un arc de décharge en tiers-point ; cette porte est de construction postérieure au vaisseau principal. Un avant-corps maçonné en moyen appareil la précède. Côté est, la nef communique avec le chœur par un arc en plein cintre dont l'intrados était originellement décoré de peintures représentant les douze mois de l'année.
Le chœur, sur plan carré, est voûté en plein cintre. Il supporte un clocher également carré, éclairé par une baie en plein contre sur chacune de ses faces et terminé par une pyramide. L'ensemble est intégralement construit en maçonnerie.
L'abside semi-circulaire, voûtée en cul-de-four, maçonnée en lits de pierres plates sommairement jointoyées est éclairée par trois petites baies.

## Pour en savoir plus